# Irena Kwiatkowska
Irena Kwiatkowska (17. september 1912 i Warszawa – 3. marts 2011 i Konstancin-Jeziorna) var en polsk skuespillerinde. Hun var kendt i Polen for sine mange kabaretroller og -monologer samt for optrædener i film og tv-shows, for det meste i comedygenren.
Hun var fra 1947 til 1994 gift med Bolesław Kielski.